# 格雷戈尔·阿德勒克罗伊茨
格雷戈尔·阿德勒克罗伊茨（瑞典語：Gregor Adlercreutz，1898年8月16日—1944年6月3日），瑞典男子马术运动员。他曾代表瑞典参加1936年夏季奥林匹克运动会马术比赛，获得团体盛装舞步赛铜牌。